# Нестеров, Сергей Васеньевич
Сергей Васеньевич Нестеров (январь 1897, Тверь — ?) — советский государственный деятель, председатель Челябинского Исполнительного комитета в 1941—1942 годах.
Трудиться начал в 1905 году батраком у зажиточных крестьян. В 1913 году окончил 2-классное училище. В 1915 году призван в армию, воевал рядовым на русско-немецком фронте. В 1918 году перешёл в ряды Красной Армии, участвовал в Гражданской войне, был красноармейцем для особых поручений при губернском военном комиссаре. В 1919 году вступил в РКП(б). В 1920 году окончил Свердловскую губернскую советско-партийную школу. В 1923 году, после демобилизации из армии работал старшим следователем Уральской областной прокуратуры в Свердловске. В 1928—1934 годах являлся заместителем управляющего Уральским кожно-обувным трестом, также был и стекольным трестом в Свердловске. В 1934 году назначен начальником Челябинского областного Управления лёгкой промышленности.
В 1941 году был избран председателем Челябгорисполкома, ушёл с должности через год. В сентябре 1942 года утверждён заведующим Челябинским областным отделом промышленности, а в 1944 году утверждён заместителем директора Магнитогорского металлургического комбината по рабочему снабжению. Решением ЦК КПСС от 11 октября 1948 года утверждён в должности заведующего Челябинским областным коммунистическим отделом. В октябре 1950 года освобождён от занимаемой должности по причине «как не справившийся с работой».
Награждён орденом Трудового Красного Знамени.